# 中国驻圣彼得堡总领事馆
中华人民共和国驻圣彼得堡总领事馆（俄语：Генеральное консульство Китайской Народной Республики в Санкт-Петербурге），简称中国驻圣彼得堡总领事馆，是中华人民共和国派驻俄罗斯圣彼得堡的最高级别外交机构，位于圣彼得堡市戈里鲍耶多夫沿河街134号（NO.134, NAB.KANALA GRIBOEDOVA, ST.PETERSBURG）。领区包括圣彼得堡市、列宁格勒州、卡累利阿共和国、摩尔曼斯克州、普斯科夫州、阿尔汉格尔斯克州和诺夫哥罗德州。

## 机构沿革
1956年8月，中华人民共和国外交部向苏联驻华大使馆提交备忘录，要求在列宁格勒和斯维尔德洛夫斯克两地设置总领事馆。9月，获得苏联回复，同意中国设置两处总领事馆。但后续并未设置总领事馆。
1985年6月13日，中苏两国达成协议，中国设置驻列宁格勒总领事馆。1986年12月10日，驻列宁格勒总领事馆正式开馆。1991年，列宁格勒复名圣彼得堡，总领事馆更名为驻圣彼得堡总领事馆。

## 机构设置
中国驻圣彼得堡总领事馆设置下列机构：
- 政治处
- 交流合作处
- 领事部
- 办公室
- 传达室